# Театральное здание в эллинистической Греции
Театральное здание в эллинистический период (IV—I века до н. э.) отличается рядом особенностей. Были внесены изменения в архитектуру здания. Здания театров строились из камня.
В театрах имелась полукруглая орхестра. Перед нижним этажом сцены ставился проскений из камня. Действие пьес было перемещено на плоскую крышу проскения — логейон (греч. «лего» — «говорю») глубиной в 2,5 — 3,5 м. За ним находился второй этаж скены в виде стены с дверями. Наиболее известным театром в эллинистической Греции являлся театр в Эпидавре (середина IV века до н. э., архитектор — Поликлет Младший).